# Raquel Revuelta
Raquel Revuelta Armengou (Siviglia, ...) è una modella spagnola, eletta Miss Spagna nel 1989.

## Biografia
Raquel Revuelta, proveniente da Siviglia viene incoronata Miss Spagna nel 1989 presso La Orotava (Tenerife). Anche se da piccola sognava di diventare un'infermiera, alla fine ha optato per gli studi tecnici in attività commerciali e del turismo, dedicandosi in contemporanea alla moda ed della televisione. Ha fondato l'agenzia di moda Doble Erre, che ha avuto sotto contratto le future Miss Spagna María José Suárez e Eva González. In seguito, Raquel Revuelta ha partecipato a Miss Universo 1990. Nel 2004 è comparsa come comparsa nel film Troy.